# Janier Acevedo
Pour les articles homonymes, voir Acevedo.
Acevedo  Calle est un nom espagnol. Le premier nom de famille, en général paternel, est Acevedo ; le second, en général maternel, souvent omis, est Calle.
Janier Alexis Acevedo Calle, né le 6 décembre 1985 à Caramanta (département d'Antioquia) est un coureur cycliste colombien.

## Repères biographiques
Il quitte sa Colombie natale pour intégrer l'équipe continentale américaine Jamis-Hagens Berman au début de la saison 2013. Il obtient des résultats probants rapidement. Il gagne notamment des étapes dans des épreuves relevées comme le Tour of the Gila, le Tour de Californie ou le Tour du Colorado. Il finit sur le podium du Tour de Californie et du Tour de l'Utah. Acevedo porte le maillot de leader dans chacune de ces courses. Ses performances lui permettent de figurer en tête de l'UCI America Tour 2013 et d'attirer l'attention d'équipes ProTeam. Le 1er septembre, l'équipe Omega Pharma-Quick Step annonce avoir engagé le coureur pour deux ans. Cependant dans un tweet, daté du même jour, Acevedo se dit obligé de réitérer qu'il n'a pas encore signé avec une équipe, quelle qu'elle soit. Effectivement un mois plus tard, à l'issue des Mondiaux de Florence, Acevedo et l'équipe Garmin-Sharp annoncent avoir trouvé un accord pour que le coureur dispute la prochaine saison, dans la formation américaine. L'ultime compétition de la saison à laquelle il participe est la course en ligne de ces Mondiaux. Il y arrive avec la volonté d'y être à son meilleur niveau et d'aider les leaders de sa sélection à monter sur le podium. Il abandonne en cours d'épreuve. Début octobre, Janier Acevedo est déclaré vainqueur de l'UCI America Tour 2013. Il devance son dauphin et compatriote Óscar Sánchez, de 67 points.
En 2014, Janier Acevedo est recruté par l'équipe américaine Garmin-Sharp, qui évolue dans le World Tour. Selon Jonathan Vaughters, qui dirige cette équipe, Acevedo est le meilleur athlète qu'ait testé Iñigo San Millan, chargé de réaliser les tests physiologiques des coureurs de Garmin-Sharp. Sa première partie de saison est perturbée par une blessure au genou. Il abandonne lors du Tour de San Luis et ne revient que fin mars, au Tour de Catalogne. Il est, alors, loin de son meilleur niveau.
Au départ du Tour de France, avec pour rôle d'accompagner ses leaders le plus loin possible dans la montagne, il est contraint d'abandonner, notamment à la suite d'une chute subie lors de la cinquième étape, étape pavée.
En début d'année 2015, il est empêché de courir par une blessure au genou. Quatrième du Grand Prix Miguel Indurain en avril, il dispute le Tour d'Italie le mois suivant, en tant qu'équipier de Ryder Hesjedal. Il termine à la 120e place du classement général, ce qu'il explique par une forme insuffisante au départ de la course. À la fin de la saison il n'est pas conservé par la formation Cannondale-Garmin et s'engage avec l'équipe continentale Jamis.
De 2017 à 2018, il est membre de l'équipe UnitedHealthcare. En 2019, avec l'arrêt de l'équipe américaine, il retourne au pays en signant avec l'équipe EPM-Scott.

## Palmarès et classements mondiaux

### Palmarès
| - 2008 - 3e étape de la Vuelta a Boyacá - 2009 - Tour du Costa Rica : - Classement général - 8e et 10e étapes - 2010 - 1re étape du Tour de Colombie (contre-la-montre par équipes) - 6e étape du Tour du Guatemala - 2011 - Vuelta al Tolima : - Classement général - 2e étape - 2ea étape du Tour de Colombie (contre-la-montre par équipes) - 4e étape du Tour de l'Utah - 8e de la course en ligne des championnats panaméricains - 2012 - 4e étape de la Vuelta a Cundinamarca (contre-la-montre) | - 2013 - UCI America Tour - Classement général de la San Dimas Stage Race - 1re étape du Tour of the Gila - 2e étape du Tour de Californie - 4e étape du Tour du Colorado - 3e du Tour de Californie - 3e du Tour de l'Utah - 2014 - 9e du Tour de Suisse - 2016 - San Dimas Stage Race : - Classement général - 1re étape (contre-la-montre) - 1re étape de la Joe Martin Stage Race (contre-la-montre) - 3e de la Joe Martin Stage Race - 2019 - 1re étape de la Vuelta al Tolima |  |

### Résultats sur les grands tours

#### Tour de France
1 participation
- 2014 : abandon (13e étape)

#### Tour d'Italie
1 participation
- 2015 : 120e

### Classements mondiaux
| Année            | 2010 | 2011 | 2012 | 2013 | 2014 | 2015 | 2016 |
| ---------------- | ---- | ---- | ---- | ---- | ---- | ---- | ---- |
| UCI World Tour   |      |      |      |      | 132e | nc   |      |
| UCI America Tour | 22e  | 64e  | 174e | 1er  |      |      | 52e  |